# Marion Butler

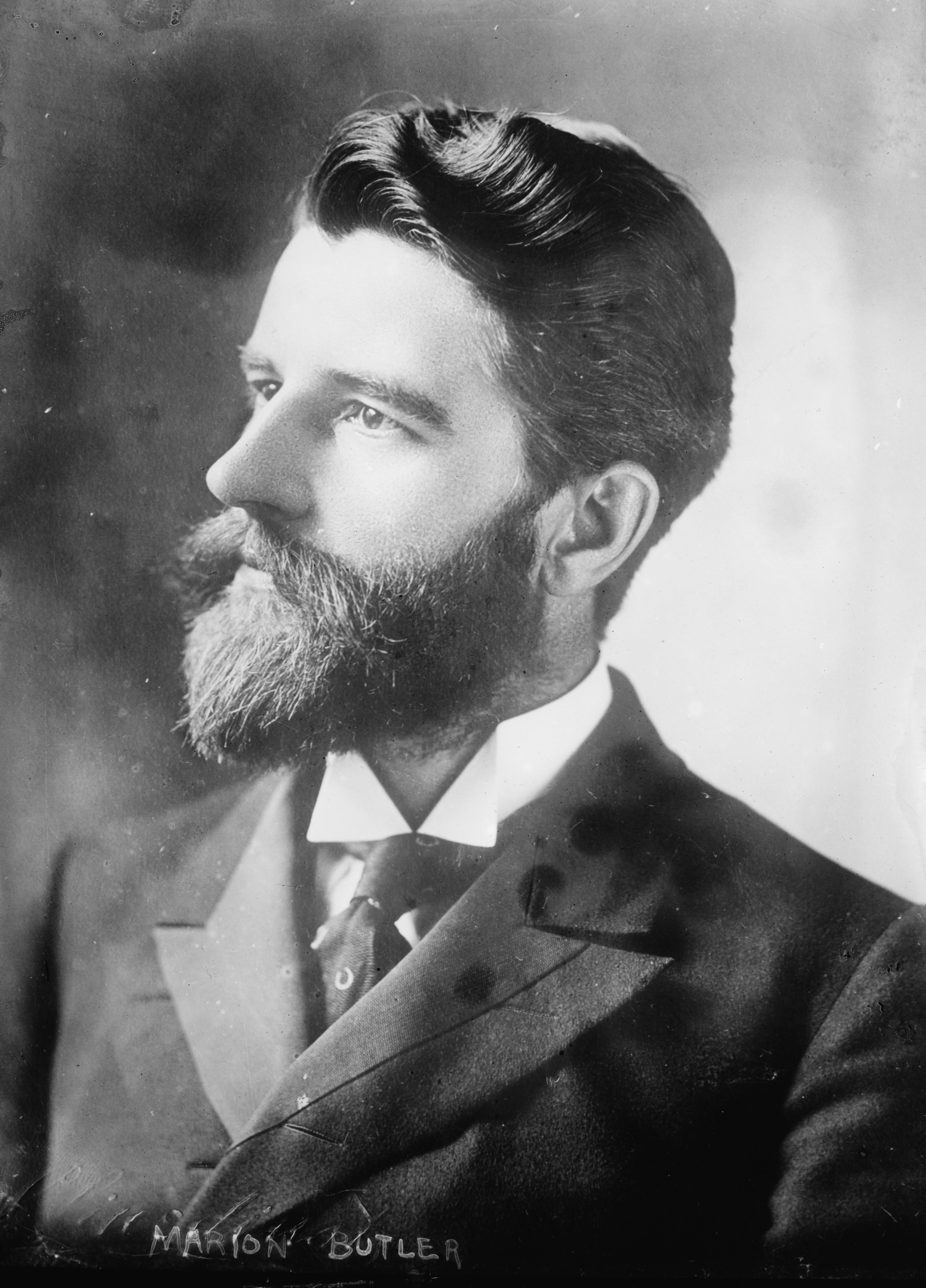
Marion Butler

Marion Butler (* 20. Mai 1863 bei Clinton, North Carolina; † 3. Juni 1938 in Takoma Park, Maryland) war ein US-amerikanischer Politiker der Populist Party. Er vertrat den Bundesstaat North Carolina im US-Senat.

## Leben
Marion Butler machte im Jahr 1885 seinen Abschluss an der University of North Carolina at Chapel Hill; in der Folge arbeitete er drei Jahre lang als Lehrer, ehe er 1888 nach Clinton zog, wo er Redakteur und Herausgeber der Zeitung Clinton Caucasian wurde. Dies blieb er auch, als er 1894 nach Raleigh umzog.
Von 1894 bis 1895 fungierte Butler als Präsident der National Farmers' Alliance and Industrial Union. Zwischen 1891 und 1899 gehörte er dem Leitungsgremium der University of North Carolina an. Im Jahr 1899 studierte er dann selbst noch einmal die Rechtswissenschaften und wurde in die Anwaltskammer aufgenommen.

## Politik
Sein erstes Mandat übernahm Marion Butler 1890 als Abgeordneter im Senat von North Carolina für die nicht lange zuvor gegründete Populist Party. Im Jahr 1894 war er Vorsitzender von deren State committee, gleichzusetzen mit dem Amt eines Vorsitzenden, und wurde in den US-Senat gewählt. Er gehörte dem Kongress vom 4. März 1895 bis zum 3. März 1901 an und verfehlte die Wiederwahl.
Dem Exekutivkomitee der Populist Party stand Butler von 1896 bis 1904 vor. In dieser Zeit führte er mit beiden großen US-Parteien Gespräche über einen Zusammenschluss. Dabei wurden die Unterschiede zwischen den politischen Orientierungen auf Staats- und Bundesebene deutlich: Während die Populisten in North Carolina in der Regel mit den Republikanern kooperierten, wurde bundesweit die Fusion mit den Demokraten vorangetrieben, die von Butler unterstützt wurde.

## Nach der politischen Laufbahn
Gleichwohl schloss sich Butler, nachdem die Populist Party in der Demokratischen Partei aufgegangen war, den Republikanern an, für die er allerdings kein öffentliches Amt mehr bekleidete. Zwischen 1923 und 1924 leistete er Hilfestellung beim Aufbau der Baumwoll- und Tabak-Marketingkooperative für die Südstaaten. Als Anwalt arbeitete er noch bis ins hohe Alter in Washington.